# The Slider
The Slider es el séptimo álbum de estudio de la banda británica de glam rock T. Rex, publicado en 1972 por el sello EMI para Europa y por Reprise para los Estados Unidos. Su grabación tuvo lugar entre marzo y abril de 1972 en los estudios Castillo de Hérouville de París y Rosenberg de Copenhague, lo que lo convierte en la primera producción de la banda que no se registró en su propio país. Esta decisión surgió para evitar las leyes fiscales del Reino Unido, ya que así no pagaban impuestos por las ganancias que obtenían en el extranjero. De acuerdo con el escritor Mark Paytress, ya que el vocalista Marc Bolan no quería ser encasillado en un único estilo, no solo compuso canciones de glam rock sino que también incursionó en el hard rock y el rock and roll, y en ciertos temas agregó sonidos del proto punk, que lo convierten en uno de sus discos más completos. 
Una vez que salió a la venta recibió críticas positivas de parte de la prensa especializada, como también obtuvo buenas posiciones en algunas listas musicales. En el Reino Unido llegó hasta la cuarta posición en el conteo local y sus dos sencillos, «Telegram Sam» y «Metal Guru», se ubicaron en la cima del UK Singles Chart. Por su parte, alcanzó el lugar 17 en el Billboard 200 de los Estados Unidos, el mejor puesto para un disco de T. Rex en ese mercado. En cuanto a su promoción, a mediados de agosto de 1972 la banda inició su respectiva gira que les permitió tocar en los Estados Unidos, Canadá y Japón hasta diciembre del mismo año. No obstante, algunas de sus canciones fueron interpretadas previamente en la parte final del tour de Electric Warrior (enero-agosto de 1972) en Europa.

## Antecedentes
Al iniciar 1972, la anterior producción de T. Rex, Electric Warrior, estaba en la cima de la lista musical británica. En mayo, dos nuevos álbumes alcanzaron el primer lugar de dicho conteo: el recopilatorio Bolan Boogie y el doble disco Tyrannosaurus Rex: A Beginning. Este hecho posicionó a T. Rex como la primera banda en obtener tres números uno en un año, desde que The Beatles logró la misma hazaña en 1964 y luego en 1965. Según la publicación Classic Rock, por aquel entonces la banda había vendido dieciséis millones de discos en un año y medio, alrededor del 4 % de todos los sencillos comercializados en el Reino Unido. Sin embargo, una vez que las ventas de Electric Warrior comenzaron a decaer, el productor Tony Visconti aseguró que el vocalista Marc Bolan estaba ansioso por hacer un nuevo álbum, aunque también comenzó a tener problemas con el alcohol hasta el punto que era intimidante con el resto de los integrantes.

## Grabación

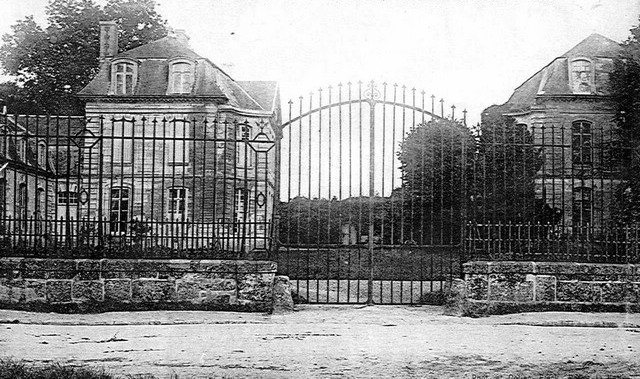
The Slider se grabó en cuatro días en el estudio del Castillo de Hérouville en París

A mediados de marzo de 1972, la banda se trasladó al estudio del Castillo de Hérouville al norte de París, Francia. La idea de no registrar su nuevo álbum de estudio en su propio país nació como una sugerencia de Elton John, amigo de Bolan, para evitar las leyes fiscales británicas. De acuerdo con Tony Visconti, hicieron eso porque así no pagaban impuestos por las ganancias que obtenían en el extranjero. Según el productor, por aquel entonces la relación entre Bolan y los demás integrantes era tensa, inclusive en el trayecto desde el Aeropuerto de París-Orly hacia Hérouville la banda estaba «irritada y desmoralizada» después que Bolan los invitó, de una manera no muy amable, a improvisar una canción de blues. Sumado a que solo tenían 75 £ para la semana y que el sueldo de Visconti se había reducido a la mitad, el estado de ánimo no era el mejor. A pesar de aquello, en retrospectiva, Visconti comentó: «[...] sucedieron cosas buenas y malas. Al final nos lo pasamos muy bien, de verdad. A pesar de la presión que nos imponía Marc, creó uno de los mejores álbumes de T. Rex».
En tan solo cuatro días compusieron y grabaron cerca de veinte canciones, con un extenuante horario de trabajo que empezaba muy temprano en la mañana y culminaba a altas horas de la noche. Más tarde, se trasladaron a los Rosenberg Studios de Copenhague, Dinamarca, en donde añadieron algunos toques finales a los trece temas seleccionados para el disco. Si bien Marc Bolan no era supersticioso, en ese entonces había desarrollado dos cábalas para sus canciones: incluir una sección de cuerdas y voces en falsete. Estas se añadieron a algunas pistas en cinco días; las voces fueron interpretadas por Mark Volman y Howard Kaylan, mientras que las cuerdas las tocó Visconti, respectivamente. Además, en el proceso también se incluyó, por primera vez en la historia de la banda, el mellotron en el tema «Mystic Lady». Por su parte, la mezcla tuvo lugar en los estudios Rosenberg en abril de 1972.

## Estilo musical
El estilo musical de The Slider es, en esencia, el mismo que su predecesor Electric Warrior. El género preponderante es el glam rock, que se ve reflejado en canciones alegres y con letras de corte erótico, como también en la estética visual de las presentaciones de la banda, sobre todo la de Marc Bolan. No obstante, como el vocalista no quería ser encasillado en un solo estilo, incursionó nuevamente en el hard rock y el rock and roll, y en ciertas canciones agregó sonidos del proto punk, que lo convierten en uno de los discos más completos de la banda. Según Steve Huey del sitio Allmusic el álbum posee todas las «firmas» de Bolan, «baladas místicas con toques folclóricos, comentarios sexuales manifestados sobre sórdidos y sibilantes boogies, poesía sin sentido y un dominio de la canción pop de tres minutos». Además, la guitarra tiene un toque más fuerte, los coros son más directos, los arreglos tienen un sonido más grueso e inclusive introduce una sección de cuerdas en algunos temas. Con respecto a la voz de Bolan, Molly B. Eichel de la página Treblezine mencionó que a pesar de que la tesitura no era una de sus cualidades más fuerte, él le otorga un «grado de sensualidad que simplemente no se puede aprender». Asimismo, fue capaz de transformar su voz desde el canto casi infantil en la canción «Rabbit Fighter» a un rugido masculino al comienzo de «Baby Strange».

## Portada
La portada es una fotografía en blanco y negro de Marc Bolan usando un sombrero de copa alta, mientras que su contraportada es la misma pero sacada de espalda. Ambas imágenes se tomaron en el set del documental de la banda Born to Boogie de 1972 y Ringo Starr, director del filme y amigo de Bolan, recibió los respectivos créditos. No obstante, el productor Tony Visconti aseguró que él fue quien tomó las fotografías: «¡Ciertamente, lo hice! Teníamos descansos largos mientras filmábamos Born to Boogie [y] mientras Ringo organizaba las diferentes escenas, así que Marc me entregó su Nikon F, fuimos al bosque y tomé los tres rollos de cinta. De vuelta en Londres, estoy en el departamento de Bolan y veo las películas fotográficas y digo: "Oh, esos son todos los que tomé". Tenía una expresión graciosa en su rostro y dice: "Oh, cierto. Bueno, pon tus iniciales y si alguna vez las usó, te daré un crédito". Por supuesto, tres meses después lo olvidó convenientemente y se lo digo a Ringo».

## Lanzamiento y reediciones
The Slider salió a la venta el 21 de julio de 1972 por el sello Reprise para el mercado estadounidense y por EMI para Europa. Con el pasar de los años ha sido relanzado en distintos formatos en más de una decena de veces. La primera de ellas ocurrió en abril de 1994 cuando Edsel Records lo publicó en disco compacto, con tres nuevas canciones como pistas adicionales. En noviembre del mismo año, Edsel también lanzó Rabbit Fighter: The Alternate Slider que incluye todos los temas del álbum original pero en su versión maqueta, antes de los arreglos finales correspondientes. Otra de sus reediciones importantes es la que realizó Thunderwing Records en 2002 bajo el título de The Slider Recordings, que posee cuatro nuevos temas entre ellos «Sunken Rags».
En noviembre de 2012, con la celebración de los cuarenta años desde su lanzamiento, Edsel lanzó al mercado una edición denominada Super Deluxe Edition, que consiste en una caja recopilatoria de cinco discos, entre ellos el trabajo original, uno remasterizado por el mismo Tony Visconti y otro de maquetas y de grabaciones en vivo. Además, se agregó tres discos de vinilo con los sencillos «Metal Guru», «Telegram Sam» y «Charlot Choogle», un DVD y entrevistas exclusivas.

## Recepción comercial y promoción
Meses antes de su lanzamiento se publicaron sus dos sencillos promocionales: «Telegram Sam» y «Metal Guru». El primero salió a la venta en enero de 1972 y el segundo en mayo del mismo año, y ambos llegaron hasta la cima de la lista UK Singles Chart del Reino Unido. Sumado a que los discos Electric Warrior, Bolan Boogie y Tyrannousaurus Rex: A Beginning aun estaban en el conteo británico, los ejecutivos del sello Reprise tenían la seguridad de que The Slider se ubicaría en los primeros lugares. Finalmente, llegó hasta el cuarto puesto del UK Albums Chart y se mantuvo en ella por dieciocho semanas consecutivas. Si bien había logrado una buena posición, tanto la banda como los ejecutivos quedaron decepcionados por no haber obtenido el primer lugar. De acuerdo con el escritor Mark Paytress, el recopilatorio Bolan Boogie, publicado en abril de 1972 por Fly Records, desafortunadamente mermó las ventas del disco en el Reino Unido. En cuanto a otros países, se ubicó entre los diez mejores de las listas musicales de Australia, Noruega y Alemania. Mientras que en Italia llegó hasta la casilla 15 del conteo Top 100 Artisti.
Por su parte, hasta entonces la popularidad de la banda en los Estados Unidos era muy diferente a la de los países europeos; T. Rex y Tyrannousaurs Rex: A Beginning solo habían logrado los puestos 188 y 113 en el Billboard 200 respectivamente. A pesar de que en abril de 1971 tocaron por primera vez en ese país, la situación no mejoró demasiado, y Electric Warrior solo alcanzó la posición 32 en el conteo local, recién en agosto de 1972. Para remediarlo, EMI Records publicitó a la banda con un comercial que se transmitió en las principales cadenas de televisión de los Estados Unidos. Gracias a ello y a los conciertos realizados entre agosto y octubre de 1972, el álbum llegó hasta la casilla 17 en el Billboard 200 en noviembre del mismo año. The Slider estuvo por veinticuatro semanas en la lista y se convirtió en el único disco de la banda en lograr el top veinte en ese país. Su gira promocional, llamada The Slider Tour, se llevó a cabo entre mediados de agosto y diciembre de 1972 en los Estados Unidos, Canadá y Japón. No obstante, algunas de sus canciones como «Telegram Sam», «Spaceball Ricochet» y «Baby Strange», las interpretaron en la parte final de la gira de Electric Warrior (enero-agosto de 1972) en algunos países europeos.

## Comentarios de la crítica
The Slider recibió mayoritariamente reseñas positivas de parte de la crítica especializada. Steve Huey de Allmusic le otorgó cinco estrellas de cinco posibles y consideró que replicaba todas las virtudes de Electric Warrior. Además, indicó que «es casi imposible no quedar atrapado en la fiebre irresistible de melodías alegres y de buenos tiempos». Alex Young de la página Consequence of Sound lo consideró como «...en muchos sentidos, el audaz y el bullicioso hermano menor de Electric Warrior» y que atravesaba algunos estados de ánimo pero todos bajo la misma tesis, ser «divertido como el infierno». Moly B. Eichel de Treblezine destacó la importancia de Bolan para la escena musical del Reino Unido y su talento en la composición de las canciones, a las cuales consideró «épicas». También añadió que «abarca una gama de géneros musicales, [Bolan] al no estar contento en permanecer estancado en un único estilo». Stephen M. Deusner de Pitchfork Media señaló a «Metal Guru» como una de las grandes canciones de apertura de un álbum de rock y dijo: «Sorprendentemente, The Slider no cede después de eso, pero mantiene su altura a lo largo de trece canciones relacionadas con el boogie, cada una interrumpida por los entusiastas yeah's y wooh's». Con la celebración de los cuarenta años de su lanzamiento, David Quantick de la cadena BBC mencionó que «es un disco perfecto de rock y pop combinados de forma concisa y emocionante», además destacó la portada: «incluso la portada —Bolan con un enorme sombrero de copa— dio en parte el look a Slash años más tarde».
Dylan Nelson de la revista en línea PopMatters le dio una calificación de siete sobre diez y mencionó que The Slider era igual de adictivo que Electric Warrior, Además, dijo: «la imaginación incontenible de Bolan transformó cada idiotez en una droga irresistible para el oyente aburrido y frustrado». Dave Swanson de Ultimate Classic Rock lo citó como uno de los álbumes más representativos del glam rock y que era «rock, pop y folk con ropa nueva y reluciente». Richard Williams del periódico The Times elogió la producción de Visconti y que el álbum era «maravilloso de contemplar», mientras que The New York Times señaló que «el señor Bolan tiene un encanto que al final desafía el análisis». Una de las críticas negativas la realizó Charles Shaar Murray del semanario NME ya que mencionó que el disco era «sorprendentemente malo por cualquier estándar crítico convencional», y criticó la sección de cuerdas y la producción de Visconti.

### Legado y reconocimientos
Con el pasar de los años ciertos escritores, sitios webs y revistas especializadas han posicionado a The Slider en algunas listas de las mejores producciones. El sitio estadounidense Fast 'n' Bulbous lo situó en el puesto 225 de los 500 mejores álbumes desde 1965, mientras que Treblezine lo colocó en el número diez de los mejores de los setenta por año. Asimismo, el medio The Observer lo posicionó en la casilla setenta y uno de los 100 grandes álbumes británicos; la revista noruega Eggen & Kartvedt lo agregó en su guía de los 100 más importantes del rock y la brasileña Showbizz lo incluyó en el lugar cuarenta y tres de su conteo 100 discos de todos los tiempos. Además, la crítica japonesa lo ubicó en la lista de los 200 álbumes esenciales y figura en el libro 1001 discos que hay que escuchar antes de morir de 2005. Por su parte, Chris Carter de la revista estadounidense Creem lo puso en el cuarto lugar de los discos de 1972. Johnny Marr de The Smiths lo nombró como uno de sus favoritos: «[Cuando] The Slider salió y tenía a "Metal Guru" en él. Fue una canción que cambió mi vida ya que nunca había escuchado algo tan hermoso y tan extraño, pero tan atractivo. "Telegram Sam" también estaba en el álbum y todo fue inusualmente espeluznante y tenía un ambiente extraño, considerando que era un disco número uno y esencialmente era una banda de adolescentes». El cantante Gary Numan también lo aclamó como uno de sus álbumes favoritos, al que llamó «simplemente genial».

## Lista de canciones
Todas las canciones escritas por Marc Bolan

| N.º | Título               | Duración |  |
| 1.  | «Metal Guru»         | 2:25     |  |
| 2.  | «Mystic Lady»        | 3:09     |  |
| 3.  | «Rock On»            | 3:26     |  |
| 4.  | «The Slider»         | 3:22     |  |
| 5.  | «Baby Boomerang»     | 2:17     |  |
| 6.  | «Spaceball Ricochet» | 3:37     |  |
| 7.  | «Buick Mackane»      | 3:31     |  |
| 8.  | «Telegram Sam»       | 3:42     |  |
| 9.  | «Rabbit Fighter»     | 3:55     |  |
| 10. | «Baby Strange»       | 3:03     |  |
| 11. | «Ballrooms of Mars»  | 4:09     |  |
| 12. | «Chariot Choogle»    | 2:45     |  |
| 13. | «Main Man»           | 4:14     |  |

| Pistas adicionales en reedición CD 1994 |               |          |  |
| N.º                                     | Título        | Duración |  |
| 14.                                     | «Cadillac»    | 3:53     |  |
| 15.                                     | «Thunderwing» | 3:46     |  |
| 16.                                     | «Lady»        | 2:12     |  |

| Pistas adicionales en The Slider Recordings 2010 |               |          |  |
| N.º                                              | Título        | Duración |  |
| 14.                                              | «Cadillac»    | 3:53     |  |
| 15.                                              | «Thunderwing» | 3:46     |  |
| 16.                                              | «Lady»        | 2:12     |  |
| 17.                                              | «Sunken Rags» | 4:04     |  |

## Posicionamiento en listas musicales
| País           | Lista (1972)            | Posición |
| -------------- | ----------------------- | -------- |
| Alemania       | Media Control Charts    | 7        |
| Australia      | Australian Albums Chart | 5        |
| Estados Unidos | Billboard 200           | 17       |
| Italia         | Top 100 Artisti         | 15       |
| Noruega        | VG-lista                | 8        |
| Reino Unido    | UK Albums Chart         | 4        |

| País     | Lista (1972)         | Posición |
| -------- | -------------------- | -------- |
| Alemania | Media Control Charts | 48       |
| Italia   | Top 100 Artisti      | 71       |
| País     | Lista (1973)         | Posición |
| Alemania | Media Control Charts | 44       |

## Créditos
| - Marc Bolan: voz y guitarra eléctrica - Mickey Finn: congos, bongos y coros - Steve Currie: bajo - Bill Legend: batería Músicos invitados - Mark Volman y Howard Kaylan: coros | - Tony Visconti: productor y sección de cuerdas. - Dominique Freddy Hansson: ingeniero - Micky Marmalade y Mickey 0'Halloran: roadie - Ringo Starr: fotógrafo - David Katz: director de orquesta |

Fuente: Allmusic.